# Кігель Роман Юрійович
Рома́н Ю́рійович Кі́гель (нар. 22 серпня 1925, Черкаси — пом. 3 липня 1997, Вінниця) — український вчений-економіст і педагог, організатор і перший ректор Вінницького політехнічного університету, професор (1977), Заслужений працівник освіти України (1995).

## Життєпис
Народився 22 серпня 1925 року в Черкасах.
Був учасником Другої світової війни, мав державні нагороди, зокрема Орден Червоної Зірки, Орден Вітчизняної війни 1-го ступеня, медаль «За перемогу над Німеччиною».
Освіту здобув у Київському державному університеті імені Т. Г. Шевченка, закінчивши який з відзнакою в 1950 році почав викладати політекономію у Вінницькому медичному інституті.
З 1960 року життя Романа Юрійовича було тісно пов'язане з історією створення та розвитку Вінницького національного технічного університету.
Тоді Роман Юрійович очолив новостворений Вінницький загальнотехнічний факультет Київського технологічного інституту харчової промисловості. Рік потому цей факультет було перепідпорядковано Київському політехнічному інституту, у складі якого він згодом отримав статус Вінницької філії Київського політехнічного інституту. Роман Юрійович незмінно очолював факультет і філію до 1974 року.
1 січня 1974 року за його сприяння на базі цієї філії було створено Вінницький політехнічний інститут (згодом — Вінницький національний технічний університет). З того часу і до 7 липня 1976 року Роман Юрійович очолював цей виш в якості виконувача обов'язки ректора.
1969—1983; 1993—1995 — завідувач кафедри політекономії і економіки промисловості.
1995—1997 — професор кафедри основ економічної теорії.
«Досліджував проблеми економічної теорії та вдосконалення механізму регулювання праці професорсько-викладацького складу в закладах вищої освіти».
Спогади про молоді роки і особисте життя Р. Ю. Кігеля залишила Ревекка Бершадська.

## Пам'ять
Пам'ять про нього як засновника Вінницького політехнічного інституту вшановано установкою меморіальної дошки на навчальному корпусі № 1 цього вишу.

## Праці
- Кигель Р. Ю., Дикая М. И. Характер, содержание и организация труда преподавателя. — К.: Вища школа, Вид-во при Київському університеті, 1982. — 48 с. (рос.)
- Труд преподавателя вуза: содержание, классификация, механизм планового регулирования. — Киев; Одесса, 1987. (рос.)
- Кигель Р. Ю. К вопросу о производительном и непроизводительюм труде в условиях современой научно-технической революции // Экономика Сов. Украины . — 1983 . — № 9 . — С. 25-31(рос.)
- Основи економічної теорії: Конспект лекційного курсу в 2-х ч. — В., 1993 (співавт.)
- Вища школа і перехід до ринкової економіки. — В., 1994.
- Праці Р. Ю. Кігеляec.lib.vntu.edu.ua
- Праці Р. Ю. Кігеля (прод)